# Útoyggjar
Útoyggjar (illes exteriors o perifèriques en feroès) és una paraula que s'utilitza per a designar les illes habitades més inaccessibles de l'arxipèlag de les illes Fèroe. Les Útoyggjar estan constituïdes per les següents 8 illes: Fugloy, Svínoy, Kalsoy, Mykines, Hestur, Koltur, Skúvoy i Stóra Dímun. Totes tenen en comú la mala comunicació amb la resta de l'arxipèlag, el seu pobre desenvolupament, i l'escassa població. En conjunt, la seva població amb prou feines arriba als 216 habitants el 2018, el 0,42% del total de les Illes Fèroe, quan el 2007 n'eren 340.
Els mitjans de transport públics disponibles són helicòpters o petits transbordadors. No sempre és possible la comunicació diària, principalment a causa de les condicions meteorològiques.
Amb l'excepció de Kalsoy i Fugloy, aquestes illes només tenen una sola població, i amb molt pocs habitants. L'economia es basa en activitats primàries poc desenvolupades: ramaderia i pesca principalment.
Nólsoy s'havia inclòs en aquest grup d'illes, però la seva proximitat amb Tórshavn i la seva integració en aquest municipi el 2005 en van millorat les condicions. Per la seva banda, l'illa anomenada Lítla Dímun, en estar deshabitada, no forma part de les Útoyggjar.
El desembre de 2001 es va crear l'Associació de les Illes Exteriors (Útoyggjafelagið), que representa els interessos d'aquestes illes, busca el seu desenvolupament econòmic i la cooperació entre les seves unitats de població. Anualment se celebren reunions que tenen un caràcter festiu.